# Прилукский уезд
Прилукский уе́зд — административно-территориальная единица в составе Полтавской губернии Российской империи, существовавшая в 1781—1923 годы. Уездный город — Прилуки.

## История
Уезд образован в 1781 году в составе Черниговского наместничества. В 1796 году вошел в состав восстановленной Малороссийской губернии. С 1802 года — в Полтавской губернии. В 1923 году уезд был упразднён, на его территории образован Прилукский район Прилукского округа.

## Население
По переписи 1897 года население уезда составляло 192 502 человек, в том числе в городе Прилуки — 18 532 жит.

### Национальный состав
Национальный состав по переписи 1897 года:
- украинцы — 182 139 чел. (94,6 %),
- евреи — 8184 чел. (4,3 %),
- русские — 1860 чел. (1,0 %).

## Административное деление
В 1913 году в состав уезда входило 16 волостей:
| - Березовская — с. Березовка, - Блотницкая — с. Блотница, - Богдановская — с. Богдановка, - Гнилицкая — с. Гнилица, - Згуровская — с. Згуровка, - Иваницкая — м. Иваница, - Иванковская — с. Иванковцы, - Мало-Девицкая — с. Малые Девицы, | - Ольшанская — с. Ольшана, - Переволочинская — м. Переволочное, - Прилукская — г. Прилуки, - Рудовская — с. Рудовка, - Ряшковская — с. Ряшки, - Сокиринская — с. Сокиринцы, - Сребрянская — м. Сребное, - Туровская — с. Туровка, |